# Domingo Juarros
Domingo Juarros (Santiago de los Caballeros de Guatemala, 1752 - Nueva Guatemala de la Asunción, 1820) fue un clérigo que ha sido reconocido como uno de los mejores historiadores de la época colonial de Guatemala, pues ha sido referido como uno de los escritores españoles más imparciales, aun en asuntos de iglesia, a pesar de ser religioso.

## Reseña biográfica
Era un presbítero secular y examinador sinodal del arzobispado de Guatemala y miembro de una de las familias más acomodadas de Guatemala.

## Obra
Su obra más conocida es el Compendio de la Historia de la Ciudad de Guatemala, la cual fue impresa por primera vez en 1809, y luego apareció en 1810 en dos volúmenes de 385 y de 361 páginas.  En ese obra, Juarros se basó en la obra de la Recordación Florida de Francisco Antonio de Fuentes y Guzmán, cuyo manuscrito original consultó.  Entre lo más curioso que reporta, pues la creencia cristiana no lo aceptaba en la época en que realizó su obra, fue reportar que en la región de Chiquimula «es indubitable que fue habida de monstruos gigantes, pues en la hacienda del Peñol se encontraron algunos esqueletos, cuyas [piernas] tenían de largo ya dos varas ya siete cuartas y en proporción eran los demás huesos».
Su estilo es sencillo y más accesible que el Fuentes y Guzmán
El autor Miguel Luis Amunátegui indica que en Guatemala únicamente existía una deficiente imprenta, a la que le tomó seis años imprimir los seis pequeños cuadernos que componían el primer volumen del Compendio de la Historia de la Ciudad de Guatemala.
En 1823 su obra fue traducida al inglés por John Baily quien luego la imprimió en Londres en 1825.
En Guatemala, la única edición que sobrevivió se encuentra en la Biblioteca Nacional, la cual tiene notas marginales del historiador Juan Gavarrete.  En el siglo xxi, los proyectos de digitalización han permitido que la obra original sea accesible en estos enlaces externos:
- Juarros, Domingo (1808). Compendio de la historia de la Ciudad de Guatemala. Tomo I. Guatemala: Ignacio Beteta.
- — (1818). Compendio de la historia de la Ciudad de Guatemala II. Guatemala: Ignacio Beteta.